# Министър-председател на Италия
Министър-председателят на Италия (официално председател на Министерския съвет на Италианската република; на италиански: Presidente del Consiglio dei ministri della Repubblica Italiana) е правителственият ръководител на Италия. Той се назначава от президента и трябва да получи доверие от Парламента, за да остане на поста. Той председателства Министерския съвет, който е основният орган на изпълнителната власт, и има правомощия сходни с тези в повечето други парламентарни системи.

## Списък
| #   | Име               | Мандат      |
| --- | ----------------- | ----------- |
| 1.  | Джулиано Амато    | 2000 – 2001 |
| 2.  | Силвио Берлускони | 2001 – 2006 |
| 3.  | Романо Проди      | 2006 – 2008 |
| 4.  | Силвио Берлускони | 2008 – 2011 |
| 5.  | Марио Монти       | 2011 – 2013 |
| 6.  | Енрико Лета       | 2013 – 2014 |
| 7.  | Матео Ренци       | 2014 – 2016 |
| 8.  | Паоло Джентилони  | 2016 – 2018 |
| 9.  | Джузепе Конте     | 2018 – 2021 |
| 10. | Марио Драги       | 2021 – 2022 |
| 11. | Джорджа Мелони    | 2022        |